# Luchthaven Bratislava
De luchthaven Bratislava of luchthaven M. R. Štefánika (in het Slowaaks: Letisko Bratislava of Letisko Milana Rastislava Štefánika) is de belangrijkste internationale luchthaven van Slowakije. Ze bevindt zich in het stadsdeel Ružinov, op ongeveer 9 km ten noordoosten van het stadscentrum van Bratislava. Ze is, sedert 1993, genoemd naar generaal Milan Rastislav Štefánik, die in 1919 omkwam toen zijn vliegtuig neerstortte nabij Bratislava.
De huidige luchthaven werd gebouwd tussen 1947 en 1951. Daarvóór was er een (niet meer bestaand) vliegveld in het stadsdeel Jarovce, waar sedert 1923 lijnvluchten plaatsvonden. In 1970 werd een nieuw terminalgebouw gebouwd, de huidige Terminal A voor vertrekkende passagiers. In de jaren 1980 werden de twee loodrecht op elkaar aangelegde start- en landingsbanen verlengd. In 1994 en 2006 werden twee terminals voor aankomende passagiers gebouwd, respectievelijk de huidige Terminal B (voor passagiers uit niet-Schengenlanden) en Terminal C (voor passagiers uit Schengenlanden). In november 2008 werd een nieuw gebouw in gebruik genomen dat Terminals A en B verbindt.
De luchthaven verwerkte ongeveer 2,2 miljoen passagiers in 2008. Tijdens de jaren daarvóór steeg de trafiek op de luchthaven sterk; in 2002 waren het nog 368.000 passagiers (bron: website van de luchthaven). In 2012 moet een nieuwe terminal in gebruik komen, die de capaciteit van de luchthaven moet verhogen tot 5 miljoen passagiers per jaar.

## Luchtverkeer
De luchthaven is de hoofdbasis van de luchtvaartmaatschappijen Air Slovakia en Danube Wings; ook de chartermaatschappij Seagle Air heeft er een basis. Regelmatige internationale gebruikers van de luchthaven zijn Ryanair, Aeroflot, CSA Czech Airlines en Sun d'Or International Airlines.

## Bereikbaarheid
De luchthaven ligt aan de autoweg D1. Er zijn busverbindingen tussen de luchthaven en het centrum van Bratislava. Er is ook een busdienst naar de nabijgelegen luchthaven van Wenen, die slechts ongeveer 55 km verwijderd is.